# Mayon Kuipers
Mayon Kuipers (16 februari 1988) is een Nederlands oud-schaatsster die schaatste voor Team AfterPay. Eerder kwam ze uit voor Team Liga en Team Anker (2011-2012), Gewest Friesland ( 2010-2011), KNSB Regiotop (2009-2010), BlauweStad.nl (2007-2008) en tot seizoen 2006-2007 schaatste ze voor Jong Oranje. In de zomer van 2014 maakte ze de overstap naar het AfterPay developmentteam van iSKate. In 2018 stopte ze met schaatsen. 
Kuipers heeft een relatie met shorttracker Freek van der Wart.

## Biografie
Op zaterdag 5 januari 2008 behaalde ze op de Nederlandse Kampioenschappen Sprint in Thialf in Heerenveen een tiende plaats op de 500 meter met een tijd van 40,10. In de tweede run op zondag 6 januari behaalde zij een negende plaats met een tijd van 39,98. Een jaar later werd Kuipers op het NK Afstanden achtste. Haar internationale debuut maakte zij tijdens de world cup in Kolomna. Op 15 en 16 december 2012 zal ze ter vervanging van Marrit Leenstra de 500 meter in Harbin rijden. In 2018 stopte Kuipers met schaatsen.

## Persoonlijke records
| Afstand    | Tijd    | Datum            | Baan           |
| ---------- | ------- | ---------------- | -------------- |
| 500 meter  | 37,92   | 16 november 2013 | Salt Lake City |
| 1000 meter | 1.18,19 | 27 oktober 2013  | Heerenveen     |
| 1500 meter | 2.07,80 | 18 maart 2007    | Heerenveen     |
| 3000 meter | 4.36,88 | 16 januari 2005  | Heerenveen     |

## Resultaten
| jaar | NK Afstanden       | NK Sprint | Wereldbeker       |
| ---- | ------------------ | --------- | ----------------- |
| 2007 | 8e 500m            |           |                   |
| 2008 | 11e 500m           | 15e       |                   |
| 2009 | 8e 500m            | 9e        | 23e 100m 37e 500m |
| 2010 | 8e 500m            |           |                   |
| 2011 | 10e 500m           | 11e       | 32e 500m          |
| 2012 | 20e 500m 18e 1000m | 14e       | 27e 500m          |
| 2013 | 6e 500m            | 15e       | 34e 500m          |
| 2014 | 7e 500m 19e 1000m  | 11e       | 20e 500m          |
| 2015 | 7e 500m 23e 1000m  | 15e       |                   |
| 2016 | 5e 500m            | 13e       | 46e 500m          |
|      |                    |           |                   |
| 2018 | 9e 500m            |           | 27e 500m          |